# 蔡宗翰
蔡宗翰（Henry Tsai Tsung-Han，1980年—），台灣編劇、導演。畢業於台灣大學經濟學系，台北藝術大學電影創作研究所編劇組數碩士班。曾以《九降風》獲得金馬獎最佳原著劇本、台北電影節最佳編劇、華語電影傳媒大獎最佳編劇，並入圍亞洲電影大獎。

## 編劇作品
- 《九降風》
- 《皮克青春》
- 《情非得已之生存之道》
- 《大宅們》
- 《破處》
- 電視劇《危險心靈》

## 導演作品
- 《曬棉被的好天氣》王柏傑、李秀主演，金馬獎最佳短片入圍
- 《愛在世界末日》李鴻其、李千那主演，金馬獎最佳短片入圍，西班牙錫切斯影展競賽。
- 《主播愛你唷》（VR）日舞影展入選、西班牙錫切斯影展競賽。

## 外部連結
- 蔡宗翰在互联网电影资料库（IMDb）上的資料（英文）（英文）
- 在AllMovie上蔡宗翰的頁面（英文）
- 蔡宗翰在香港影庫上的簡介
- 蔡宗翰在豆瓣上的资料（简体中文）
- 蔡宗翰在时光网上的簡介（简体中文）